# Habib Mohammed Al-Amin
Habib Mohammed Al-Amin, né en 1966, est un écrivain, militant et homme politique libyen.

## Biographie
Diplômé de l'université de Benghazi en 1988, il poursuit ses études d'archéologie classique à l'université La Sapienza à Rome, puis travaille à l'université dans le département d'archéologie. Opposant à Mouammar Kadhafi, il est arrêté et détenu à plusieurs reprises. Lors de la révolution de 2011, il est nommé directeur du département culturel à Benghazi. En novembre 2012, il est nommé ministre de la Culture et de la société civile dans le gouvernement Ali Zeidan. Après la destitution d'Ali Zeidan, il reste en poste jusqu'à la formation du gouvernement Al-Thani, le 29 septembre 2014.